# Velika Polana
Velika Polana (madžarsko Nagypalina, prekmursko Velka Polana, ali Völka Polana) je naselje v Občini Velika Polana.

## Geografija
Velika Polana je razvejano obcestno (tudi gručasto) naselje na severovzhodu Slovenije, obdano z največjim kompleksom črne jelše v Evropi, močvirnimi travniki in polji.

## Zgodovina
V srednjem veku je Velika Polana pripadala posestvu Dolnjelendavskih Banfijev, v času Avstro-Ogrske v ogrski polovici države. Velikopolanci (Prekmurci) so živeli v Slovenski krajini (to ime se je med njimi udomačilo ob koncu 19. stoletja), združeni v dveh komitatih ali županijah: Železno in Zala, cerkveno pa so katoličani spadali pod sombotelsko škofijo. Po razpadu SHS se je Prekmurje priključilo Jugoslaviji (1919) in po razpadu le-te, je Prekmurje postalo del Slovenije.
Župnija Velika Polana je bila ustanovljena leta 1938, prvi župnik je bil Danijel Halas, ki je takoj poskrbel za duhovno življenje svojih faranov v domačem, prekmurskem (slovenskem) jeziku in je bil zaradi tega leta 1945 usmrčen.

## Danes
V središču vasi je cerkev Srca Jezusovega, v neposredni bližini je Občinska uprava (Medobčinski inšpektorat občin Beltinci, Črenšovci, Odranci, Turnišče in Velika Polana – izvrševanje upravnih, strokovnih in drugih nalog na področju inšpekcijskega nadzora), spomenik padlim borcem NOB in dom starejših občanov. 
Najbolj znan Polančan je slovenski pesnik in pisatelj Miško Kranjec, v vasi stoji njegova rojstna hiša, kjer je urejena spominska soba. 
Poleg turističnih in gospodarskih dejavnosti je v vasi močno zastopano kmetijstvo (zaradi potreb kmetijstva so okolico vasi večkrat meliorirali).  S pomočjo evropskih skladov so v vasi izvedli več projektov: Park dežela štorkelj, Prireditveni center Poljana, vodovodno omrežje, kolesarsko–pohodniške poti, naziv Evropska vas štorkelj, čistilna naprava, večnamenski center, turistično–informacijski center …
Turistične zanimivosti:
1. dom pisatelja Miška Kranjca z ohranjeno delovno sobo in stalno razstavo z njegovimi knjigami, dokumenti, fotografijami in likovnimi deli
2. Evropska vas štorkelj
3. Copekov mlin; ohranjen predindustrijski mlin, izletniška točka na obrobju Polanskega loga, kjer je bil ustanovljen odbor OF
4. Polanski log, največji kompleks črne jelše v Evropi, je zatočišče za mnoge ogrožene rastlinske in živalske vrste z Rdečega seznama
5. Gozdna učna pot v Polanskem logu nudi informacije o rastlinskem in živalskem svetu ter pomenu vode  za njegov obstoj
6. Pomurski poletni festival, tradicionalna vsakoletna prireditev, ki poteka prvi teden v avgustu, organizira društvo Štrk Slovenija in jo obišče tisoče ljudi
7. Sabolova domačija v Mali Polani, tipična panonska hiša, kjer ima sedež zadruga za razvoj podeželja Pomelaj
8. Cerkev Srca Jezusovega
9. Halasova romarska pot in grob duhovnika Danijela Halasa, ki je umrl mučeniške smrti
10. spominska soba Štefana Hozjana, cesarsko-kraljevega pilota, v njegovem rojstnem kraju v Brezovici.